# Juan Carlos Portantiero
Juan Carlos Portantiero (Buenos Aires, 1934 - Buenos Aires, 9 de março de 2007) foi um sociólogo e escritor argentino.

## Biografia
Portantiero militou desde jovem no partido comunista durante doze anos, mas acabou por seu expulso em 1963 devido a divergências intelectuais. Formou-se em sociologia pela Faculta de de Filosofia e Letras da Universidade de Buenos Aires.
Foi um dos introdutores da obra do pensador marxista italiano Antonio Gramsci, na Argentina, a quem dedicou um dos seus livros.
As suas contribuições tiveram impacto em várias gerações de politólogos, sociólogos e intelectuais latino-americanos que o adotaram como seu mestre. Juan Carlos Portantiero foi um dos autores do bestseller académico Estudios sobre los orígenes del peronismo.
Durante a última ditadura militar na Argentina (1976-1983) exilou-se no México. No exílio, deu sequência ao seu trabalho intelectual. Foi nesse país que dirigiu a revista Controversia e encontrou refúgio para poder continuar com o seu trabalho académico, dedicado principalmente à sociologia e à teoria política.
De volta à Argentina, tornou-se conselheiro do então presidente Raúl Alfonsín, integrando uma equipa de consulta, denominada Grupo Esmeralda.
Apesar de não ter mantido nenhuma filiação partidária depois da expulsão do partido comunista, foi um dos fundadores do "Clube de Cultura Socialista", em 1984, que agrupa distintas correntes da esquerda democrática argentina.
Foi o decano da Faculdade de Ciências Sociais da Universidade de Buenos Aires entre 1990 e 1998.
No final da década de 1990, participou na redacção da declaração de princípios do Instituto Programático de la Alianza (IPA), plataforma virtual do movimento que levou Fernando de la Rúa e Carlos Alvarez ao poder.
Durante a sua trajectória recebeu vários prémios e reconhecimentos. A Fundação Konex premiou-o nas áreas da sociologia (1996) e da ciência política (2006), como um dos pensadores mais reconhecidos do seu tempo.
Faleceu aos 72 anos de idade, em Buenos Aires, vitimado por uma insuficiência renal de que padecia há algum tempo.

## Obras
Publicou entre outras obras:
- "Estudios sobre los orígenes del peronismo" (1970) com Miguel Murmis
- "Los orígenes de la sociología clásica" (1978)
- "Estudiantes y política en América Latina" (1978)
- "Estado y sociedad en el pensamiento clásico" (1985)
- "Ensayos sobre la transición democrática en la Argentina" (1987)
- "Un fundador de la Argentina" (1999)
- "El tiempo de la política" (1983-2000)